# Dezideráta svéd királyné
Dezideráta svéd és norvég királyné (Bernardine-Eugénie-Désirée Clary; Marseille, 1777. november 8. – Stockholm, 1860. december 17.) marseille-i selyemkereskedő család leányaként született. Előbb Napóleon jegyese volt, majd 1798-ban feleségül ment Jean-Baptiste Bernadotte francia tábornokhoz, akiből 1818-ban XIV. Károly János néven svéd király lett. 1818-tól Eugénie kedvenc nevét, a Désirée-t latinosítva Desideria néven (magyarosan: Dezideráta) Svédország és Norvégia királynéja lett. Fiának, Oscarnak keresztapaságát sógora, Napóleon vállalta el. (Désirée nővére, Julie Joseph Bonaparte felesége volt). Életéről Annemarie Selinko regényt írt „Désirée” címmel.

## A Clary család története
A Clary név több vidéken is elterjedt. Sok kutató mind a mai napig sikertelenül próbált fényt deríteni a származásukra. Hosszú ideig nem tudták egyértelműen meghatározni, honnan ered a marseille-i Clary család. Egyesek úgy vélték Dauphinéből, mások szerint Albiból.
Az ancien régime alatt a Clary família nem tartott igényt nemesi rangra, az Első Francia Császárság idején azonban vagyonuknak és rokoni kapcsolataiknak köszönhetően dicső ősök nélkül is közismertté váltak. 1940-ben egy nizzai kutató úgy vélte, megtalálta a Claryk „bölcsőjét”. Egy Péone nevű kis faluban ugyanis sok Clary nevű ember él, a katolikus egyházi anyakönyv és más bizonyítékok szerint azonban nem hiteles ez a visszakövetkeztetés.
Marseille város anyakönyvei alapján Jaques Claryt, Antoine és Marguerite Canolle fiát tekinthetjük a legjelentősebb ősnek. Jacques 1690. november 24-én a marseille-i St. Martin templomban feleségül vette Cathérine Barosse-t. Egyetlen fiukat Joseph névre keresztelték. Joseph (1693-1748) 1724. február 27-én nősült meg, felesége Françoise-Agnès Amauricc volt. Az ő házasságukból született François Clary, Désirée édesapja.

## Désirée gyermekkora
Apja, François Clary 1725. február 24-én született. A gazdag marseille-i hajótulajdonos és selyemkereskedő jó üzleti érzékével tetemes vagyont halmozott fel, ezért a Clary család nagy tekintélyre tett szert Franciaországban. François Clary összesen kétszer nősült. Első felesége Gabrielle Flechon volt, akit 1751. április 13-án vett feleségül. Frigyükből négy gyermek született: François-Joseph, Marie-Jeanne, Marie-Thérése-Catherin és Étienne-François. Négy hónappal utolsó gyermekének születése után, 1758. május 3-án azonban az asszony meghalt, a férj pedig már a következő évben, 1759. június 26-án oltár elé vezette Françoise-Rose Somist. Kilenc gyermekük született: Nicolas-Joseph, Joseph-Honoré, Rose, Lucie, Justinien, Honorine, Julie, Basile és végül Désirée.
A legfiatalabb, tizenharmadik gyerek, Eugénie Bernardine Désirée Clary 1777. november 8-án látta meg a napvilágot Marseille-ben. A kislányt egy nappal születése után a Saint-Ferréol templomban keresztelték meg. Keresztszülei édesanyjának testvére, Bernardine-Cathérine de Somis, és féltestvérének, Marie-Jeanne-nak férje, Louis Honoré Le Jeans lettek.
François Clary népes családfája végül 13 gyereket, 19 unokát, 39 dédunokát és 59 ükunokát számlált.

## Désirée ifjúsága és eljegyzése Napóleonnal
Désirée ifjúságáról keveset tudunk. Legvalószínűbb, hogy egy marseille-i kolostorban nevelkedett, később azonban hazaköltözött. 1793-ban Eugénie – akit csak később neveztek Désirée-nek – megkísérelte kiszabadítani bátyját, Étienne-t a börtönből, ahová egy félreértés miatt került. Eközben találkozott Joseph Bonapartéval, akinek révén megismerkedett a szegény, kivándorolt korzikai Bounaparte családdal, akik csak később változtatták nevüket Bonapartéra. Eugénie (Désirée) bemutatta Joseph Bonapartét a nővérének, Julie-nek, aki még hajadon volt, Eugénie pedig beleszeretett Joseph öccsébe, Napóleonba. 1795 áprilisa és 1796 között Désirée és a fiatal, akkor még ismeretlen Bonaparte Napóleon, a későbbi francia császár jegyben jártak, 1794 augusztusában pedig Julie és Joseph, a későbbi nápolyi, majd spanyol király egybekeltek. A Joseph Bonapartéval kötött házasság oka Julie tekintélyes hozománya volt.
Désirée családja azonban ellenezte a második Bonaparte beházasodását a Clary családba, Napóleon pedig közben Párizsban megismerkedett a szép és befolyásos özveggyel, Joséphine de Beauharnais-vel, akit 1796-ban feleségül is vett. A Désirée-vel tervezett házasságból tehát nem lett semmi. A leánynak nagy csalódást okozott Napóleon hűtlensége. Annemarie Selinko regénye szerint öngyilkos akart lenni, de Jean-Baptiste Bernadotte tábornok megakadályozta, hogy a Szajnába vesse magát. Ezután egy időre szem elől tévesztették egymást, mert Désirée visszautazott Marseille-be. Selinko azt írja, a lány titokban ment Párizsba, csak komornája, Marie (akit Désirée „második édesanyjaként” szeretett) tudott erről a „kirándulásáról”. Később többen is megkérték Désirée kezét, de ő nemet mondott.

## Bernadotte tábornok felesége és Svédország királynéja

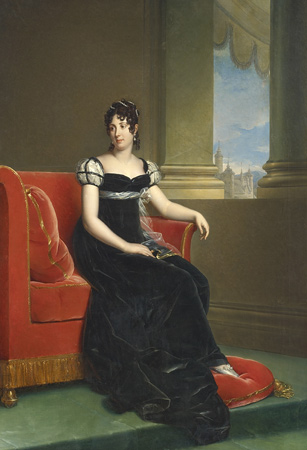
Dezideráta királyné

1798 augusztus 17-én Désirée feleségül ment Jean-Baptiste Bernadotte tábornokhoz. Tanúik Désirée két sógora és egyben Bernadotte barátai, Joseph és Lucien Bonaparte voltak. 1799 július 4-én megszületett fiuk, Oszkár. A kisfiú keresztszüleinek személye vitatott. Később Napóleon azzal dicsekedett, hogy ő a gyerek keresztapja, ám XIV. Károly János svéd király cáfolta ezt. Legvalószínűbb, hogy a megtiszteltetés Joseph Bonaparténak jutott, annál is inkább, mert ő közeli barátja volt a Bernadotte házaspárnak. A keresztelő időpontjában maga Napóleon a francia katonai expedíció parancsnokaként Egyiptomban tartózkodott.
Bernadotte tábornokot 1804-ben Franciaország marsalljává, majd 1806-ban Ponte Corvo hercegévé nevezték ki. 1810-ben a gyermektelen svéd királyi pár trónörökösként adoptálta őt, Károly János néven. XIII. Károly király halála után, 1818-ban Bernadotte herceg XIV. Károly János néven Svédország és Norvégia királya lett.
Désirée 1823-ig Franciaországban maradt, egy gotlandi grófnő álneve alatt, annak ellenére, hogy férje és fia 1810 óta már Svédországban éltek, és Bernadotte 1813-ban és 1814-ben a napóleoni háborúkban már a koalíció Északi Hadseregét vezette Napóleon ellen. Désirée elsősorban egészségügyi okok miatt utazott haza Franciaországba, 1810-es elutazásakor ugyanis még nem volt tisztában vele, milyen a zord északi klíma. Döntéséhez az is hozzájárult, hogy nem érezte jól magát a svéd királyi udvar hűvös és elzárkózó szokásai között. Viselkedésének megfelelően meglehetősen népszerűtlen volt svéd alattvalói körében. Először 1823. június 19-én tért vissza Stockholmba, fia esküvőjére. Ő kísérte a menyasszonyt, Joséphine leuchtenbergi hercegnőt. Az újdonsült trónörökösné Jozefina francia császárné fiának, Eugène de Beauharnais-nak és feleségének, Auguszta Amália bajor királyi hercegnőnek volt a leánya.
Désirée-t 1829. augusztus 21-én koronázták meg, Dezideráta királyné (Drottning Desideria) néven. Továbbra is külön élt a férjétől a sigtunai Rosersbergi kastélyban, Stockholm közelében. 1860. december 17-én egy színházi előadásról jövet hirtelen összeesett a királyi palota lépcsőjén, és meghalt. 83 éves volt, saját fiát is túlélte. A darab, amelyet utoljára látott Calderón Az élet álom című drámája volt. A cím illik az ő életére is. Egy marseille-i selyemkereskedő leányából lett Madame Le Maréchal, Ponte Corvo hercegné, svéd és norvég trónörökösné, majd királyné.
Fia követte apját a svéd és norvég trónon, I. Oszkár néven. Svédországban ma is a Bernadotte-ház tagjai uralkodnak, ma ők a leghosszabb idő óta uralkodó svéd királyi dinasztia.

## Film
- Le destin fabuleux de Désirée Clary (1942), francia film, rendező: Sacha Guitry (Désirée szerepében Geneviève Guitry)
- Désirée (1954), amerikai film, rendező: Henry Koster (Désirée szerepében Jean Simmons, Napóleon szerepében Marlon Brando)